# ファリド・ハサノフ
ファリド・ハサノフ（アゼルバイジャン語:Fərid Həsənov、トルコ語:Farid Hasanov）は、アゼルバイジャンの歌手である。2013年11月22日、テュルクビジョン・ソング・コンテスト2013のアゼルバイジャン代表選考において「Sənsiz」を歌って優勝を果たし、同国代表としてトルコ・エスキシェヒルで開催されるテュルクビジョン2013にアゼルバイジャン代表として参加することとなった。同年12月21日、テュルクビジョン・ソング・コンテスト2013では「Yaşa」を歌って優勝を果たす。